# YF-75
YF-75は中国の第二世代の液体水素と液体酸素を推進剤とするジンバル式姿勢制御装置を備えた推力8トンの液体燃料ロケットエンジンで長征3号で静止軌道に通信衛星を打ち上げるための上段用として1990年代初頭に開発が開始され1994年に初めて打ち上げられた。 より強力な9トンの推力でより柔軟な運用が可能なYF-75Dは長征5号の2段目で使用される予定である。YF-75はYF-77が開発されるまでは中国で製造された最も強力な極低温の液体水素/液体酸素を推進剤とするエンジンだった。エンジンは航天推進技術研究院 (AALPT) で製造される。

## 歴史
中国では1960年代初頭より極低温液体水素/液体酸素エンジンを開発していた。1984年に初めて推力4tのこの種のエンジンのYF-73で静止軌道に通信衛星を投入した。YF-75は1982年に大型の人工衛星を打ち上げる為に開発が開始された。YF-75の使用により長征3号の打ち上げ能力は1.5 tから2,6tに増強された。

## 技術的仕様
YF-75は液体水素/液体酸素を酸素/水素の混合比5で燃焼する。長征3号A、B、Cの各型式の第3段にそれぞれ2基のYF-75が使用され、推進を担う。YF-75はそれぞれ個別のガス発生器とターボポンプを備えた2組のエンジンで構成される。燃焼室の内壁は溝が形成された銅合金とジルコニウムで出来ており螺旋状に巻かれた管で形成されたノズルと互いに接合され、内部を冷却材が循環する。
燃焼器の圧力は37.6barでノズルの膨張比は80である。比推力は真空中で437秒である。推力は7から8トンである。2基のエンジンの推力方向は2本のシリンダーで方向を変える事が可能である。燃焼時間は470秒である。エンジンは1回だけ再着火可能である。それぞれのエンジンの全高2.8mで最大幅1.5m、で重量は550kgである。ターボポンプの回転速度は42 000 rpmである。 · 

## YF-75D
YF-75の派生機種であるYF-75Dは2006年から新型の中国の打ち上げ機の長征5号の上段用として開発が開始された。この派生型はより強力(8tから9tに増強)でより柔軟性を備える。YF-75Dは以前のガス発生器サイクルより高効率のエキスパンダーサイクルを採用する。燃料/酸化剤の混合比は推力に応じて変更され、(以前は1回のみだったが)複数回の再始動が可能である。水素ターボポンプで使用する2段式タービンの回転数は65 000 rpmである。